# Donacidae
Donacidae är en familj av musslor. Enligt Catalogue of Life ingår Donacidae i överfamiljen Tellinoidea, ordningen Veneroida, klassen musslor, fylumet blötdjur och riket djur, men enligt Dyntaxa är tillhörigheten istället ordningen Heterodonta, klassen musslor, fylumet blötdjur och riket djur. Enligt Catalogue of Life omfattar familjen Donacidae 10 arter.
Kladogram enligt Catalogue of Life och Dyntaxa:
| Donacidae | \| \| Donax \| \| \| \| \| \| Iphigenia \| \| \| \| |
|           | \| \| Donax \| \| \| \| \| \| Iphigenia \| \| \| \| |
|           | Psammobiidae                                        |
|           |                                                     |
|           | Semelidae                                           |
|           |                                                     |
|           | Solecurtidae                                        |
|           |                                                     |
|           | Tellinidae                                          |
|           |                                                     |
|           | Donax                                               |
|           |                                                     |
|           | Iphigenia                                           |
|           |                                                     |

|  | Donax     |
|  |           |
|  | Iphigenia |
|  |           |

## Bildgalleri

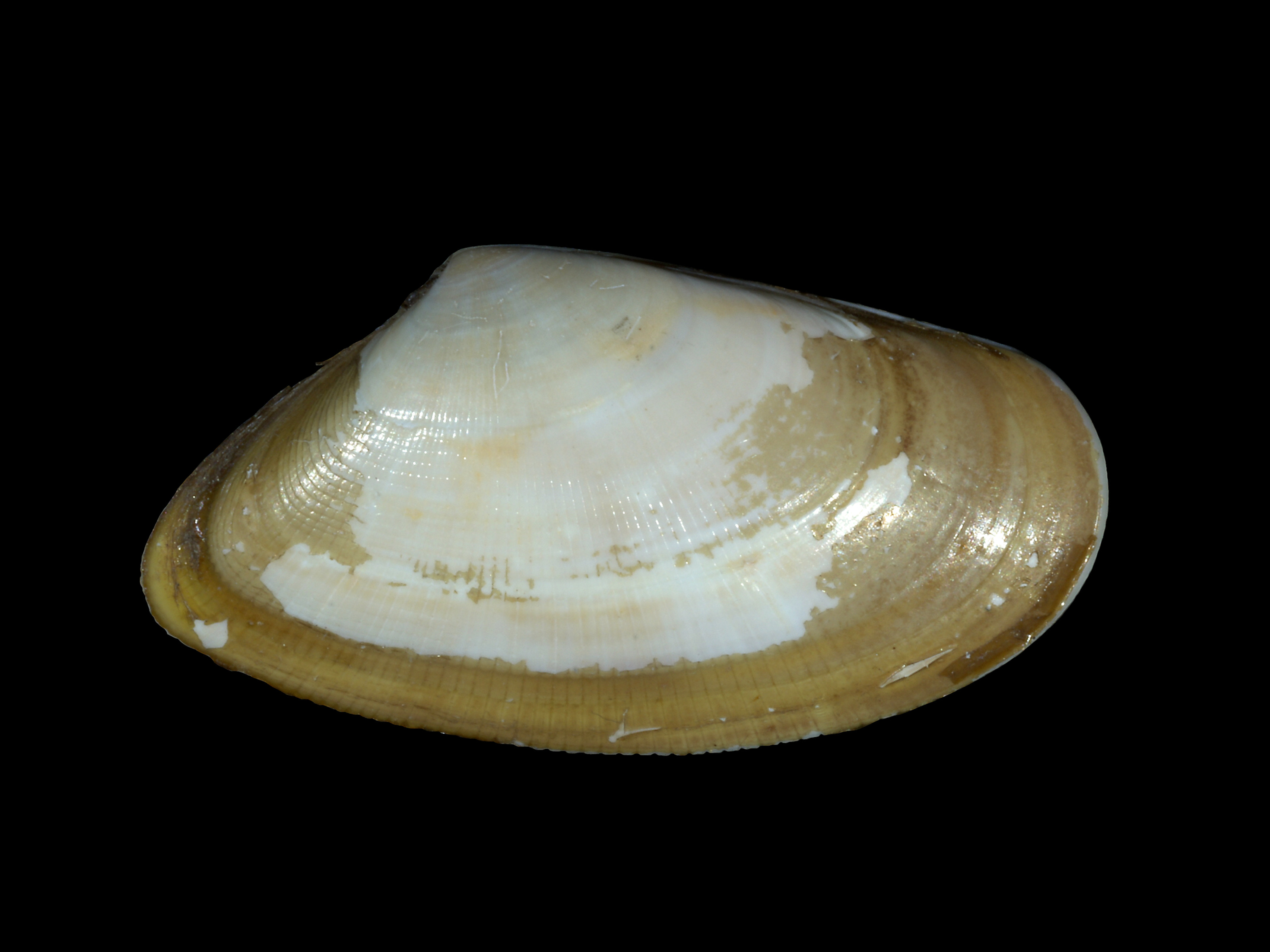